# Domenico Pucci
Domenico Gaetano Quadrio Maurizio Pucci (Umbertide, 28 aprile 1903 – Umbertide, 27 dicembre 1980) è stato un progettista italiano.

## Biografia
Domenico Pucci nasce a Umbertide il 28 aprile 1903. Studia a Milano, dove si laurea nel 1928 in Ingegneria Industriale Meccanica presso l'Istituto Tecnico Superiore di Milano, l'attuale Politecnico.
Profondamente influenzato dal clima culturale della metropoli lombarda, fra Liberty e Moderno, ha rapporti con Arturo Danusso e Piero Portaluppi, figure centrali della cultura accademica e professionale del periodo. Tornato a Umbertide una volta laureato, si distingue per la poliedricità degli interessi e la mentalità intraprendente e lungimirante, che lo porterà anche a progettare un'utilitaria denominata scherzosamente Puccina (1950-1952), perfettamente funzionante ma mai commercializzata.
Tra il 1933 e il 1940 realizza una serie di ville unifamiliari distinguendosi per l'avanguardia delle scelte progettuali, dai volumi puri alla scala elicoidale (vera e propria firma dell'ingegnere), dall'utilizzo del cemento armato alle serrande elettriche: tutte espressioni del Movimento Moderno che in quegli anni si afferma in Europa. Nel 1934 diventa socio delle Ceramiche Rometti. Nel 1947 fonda le Ceramiche Pucci, poi Maioliche Pucci (1958-1962): sicuramente l'attività per cui è più conosciuto, per il successo raggiunto in Italia e la volontà di espansione anche in mercati internazionali. Infine insegna Disegno Tecnico presso gli Istituti Tecnici Industriali Don Bosco e Alessandro Volta di Perugia dal 1963 fino al 1973.
Muore il 27 dicembre 1980 a Umbertide.

## Principali opere d'architettura
- Villa Igi a Umbertide, 1933
- Villa Pasqui a Mercatale presso Cortona, 1934
- Villa Pini a Umbertide, 1935
- Villa Balducci a Umbertide, 1936
- Villa Rometti a Umbertide, 1940